# Liste de personnalités liées à Mayence

## Fils et filles de la ville
(Liste chronologique)
- Rabanus Maurus (vers 780-856), moine bénédictin, archevêque de Mayence et théologien réputé
- Guershom ben Yehouda (vers 960-1028 ou 1040) commentateur des textes sacrés juifs tant de la tradition écrite que de la tradition orale (Talmud), dit « Lumière du exils », enseignant de Rachi.
- Johannes Gutenberg (vers 1397-1468), imprimeur.
- Peter Schöffer (1425-1503), typographe-imprimeur
- Johann Fust (? -1466), imprimeur, collaborateur et commanditaire de Johannes Gutenberg, vend ses livres imprimés à Paris.
- Otto Brunfels, (1488 - ?), théologien et botaniste.
- Johann Adam Breunig (1660-1727), architecte baroque
- Johann Ignaz Ludwig Fischer (1745-1825), chanteur soliste à l’opéra
- Gottlieb Welté (1745-1792), peintre allemand
- Georg Karl Ignaz Freiherr von Fechenbach zu Laudenbach (1749-1808), Prince-évêque de Bamberg et Würzburg (1800-1808)
- Wolfgang Heribert von Dalberg (1750-1806), trésorier de Worms et intendant du théâtre nationale de Mannheim
- Rudolf Eickemeyer, (1753-1825), général de la Révolution, mathématicien, ingénieur et maire
- Johann Philipp von Stadion (1763-1824), homme d'Etat autrichien
- Heinrich Anton Hoffmann (1770-1842), compositeur allemand
- Johann Adam von Itzstein (1775-1855), Personnalité politique du libéralisme et membre de Parlement de Francfort
- Johann Adam Ackermann (1780-1853), peintre paysagiste
- Franz Bopp (1791-1867), philologue et linguiste allemand, professeur de sanscrit
- Johann-Joseph Krug (1800-1866), crée la maison Champagne Krug en 1843
- Jonathan-Raphaël Bischoffsheim (1808-1883), banquier et philanthrope allemand
- Ludwig Lindenschmit le Vieux (1809-1893), professeur de Préhistoire
- Josef Kling (1811–1876), joueur et compositeur d'études d'échecs.
- Christoph Moufang (1817-1890), évêque provisoire du diocèse de Mayence (1877-1886)
- Karl Wilhelm Ludwig Bruch (1819-1884), médecin allemand
- Ludwig Bamberger (1823-1899), banquier personnalité politique du libéralisme. Participe à la Révolution allemande de 1848
- Peter Cornelius (1824-1874), compositeur allemand
- August Dupré (1835-1907), chimiste britannique
- Paul Haenlein (1835-1905), notable de Mayence, ingénieur et inventeur du ballon dirigeable
- Lorenz Adlon (1849-1921), gastronome à la Pariser Platz
- Georg Heinrich Maria Kirstein (1858-1921), évêque de Mayence (1904-1921)
- Adalbert Seitz (1860-1938), entomologiste allemand
- Oskar Heinroth (1871 -1945), ornithologue allemand
- Rudolf Rocker (1873-1958), historien et écrivain allemand
- Georg Jacoby (1882-1964) réalisateur allemand, en particulier de films musicaux
- Marguerite Weidauer-Wallenda (1882-1972), dite « Madame », cinéaste et foraine
- Curt Goetz (1888-1960), écrivain et réalisateur allemand
- Ludwig Berger (1892 -1969), réalisateur allemand, interprète de Shakespeare
- Ludwig Berger (1892-1969), directeur de la photographie, producteur, réalisateur et scénariste allemand
- Hans Wilhelmi (1999-1970), ministre du Trésor (1960-1961)
- Anna Seghers (1900-1983), écrivaine allemande
- Walter Hallstein (1901-1982), Président de la Commission européenne en 1950-1951.
- Edith Schultze-Westrum (1904 -1981), actrice allemande
- Kurt Hasse (1907-1944), cavalier allemand,
- Ernst Neger (1909-1989), chanteur et carnevaliste allemande
- Toni Hämmerle (1914-1968), compositeur, pianiste et  organiste allemand
- Ferdy Mayne (1916-1998), acteur allemande
- Josef Traxel (1916-1975), ténor allemand
- Jean Malaurie (né en 1922), ethnologue, géographe et écrivain français.
- Horst Janson (né en 1935), acteur (Der Bastian, Sesamstraße)
- Jochen Rindt (1942 - 1970), pilote automobile autrichien de Formule 1
- Jutta Weinhold (née en 1947), chanteuse allemande
- Manuel Reuter (née en 1961), pilote automobile (deux fois vainqueur des 24 Heures du Mans)
- Nicolas Neidhardt (née en 1963), musicien
- Marion Wagner (née en 1978), athlète, spécialiste du sprint.
- Daniel Köbler (né en 1981), homme politique allemand, membre du parti écologiste de l'Alliance 90 / Les Verts.

## Résidents célèbres
- Julia Mamaea, assassinée avec son fils sévère Alexandre en 235 près de Mogontiacum (Mayence) par une mutinerie des militaires.
- Johann Christian von Boyneburg, conseiller intime de l'électeur de Mayence
- Adam Lonitzer (ou Lonicerus) est un botaniste, un naturaliste et un médecin allemand,  il étudie la médecine à Francfort et à Mayence.
- Georg Forster, naturaliste allemand, ainsi qu'un ethnologue, un écrivain voyageur, un journaliste et un révolutionnaire.
- Adam Lux, clubiste et membre de la Convention rhéno-germanique.
- Caroline Böhmer, intellectuelle allemande
- Théodore Goepp, résida pendant quinze ans en Allemagne, à Mayence et à Mannheim, de 1855 à 1869.
- François Sébastien Charles Joseph de Croix de Clerfayt, feld-maréchal autrichien, délivra Mayence assiégée.
- François Joseph Rudler, commissaire de la République cisrhénane
- Georg Friedrich Rebmann, républicain et juge.
- Nicolas Chervin, médecin français, étudié le typhus à Mayence en 1814.
- Philipp Veit, peintre de mouvement nazaréen
- Georges Vedel, professeur de droit public français - scolarité au lycée français de Mayence.
- Friedrich Kellner (1885-1970) écrit son journal à l'époque du régime nazi en Allemagne.
- Alfred Döblin, inspecteur littéraire de l'administration militaire française à Mayence
- Franz Mazura (né le 22 avril 1924 à Salzbourg) est un baryton-basse autrichien, chanté à Mayence.
- Paul Josef Crutzen, chimiste et météorologue. Il obtint le prix Nobel de chimie en 1995.
- Karl Cardinal Lehmann (1936-2018), cardinal, évêque de Mayence
- Aziza Mustafa Zadeh, chanteuse et pianiste de jazz azeri.
- Uğur Şahin, immunologiste et médecin
- Özlem Türeci, immunologiste et entrepreneuse

## Célébrités militaires
- Didius Julianus, dirigea la legio XXII Primigenia, légion située à Mogontiacum
- Charles-Christophe de Mazancourt, maréchal de camp, comte, Lieutenant Général des Armées du Roi, gouverneur de Mayence
- Nicolas Chalon du Blé, fut chargé de tenir la place de Mayence (1689).
- Maximilian von Welsch, architecte militaire allemand, officier du génie
- Charles Antoine Morand, général de division français, comte, Pair de France, gouverneur de Mayence
- Jean-Baptiste Kléber, engage dans l'armée du Rhin et s'illustre dans la défense de la ville de Mayence assiégée en 1793.
- François-Christophe Kellermann fut depuis employé sous Custine
- Jean-Baptiste Jourdan, un des plus brillants généraux de la Révolution et de l'Empire.
- François Ignace Ervoil d'Oyré, général en chef pendant le Siège de Mayence (1793)
- Jean-Baptiste Annibal Aubert du Bayet (né 19 août 1757 - † 7 décembre 1797), homme politique et général français.
- Louis Baraguey d'Hilliers, général français
- Armand Samuel de Montescot, général français, né à Tours en 1758,  commandait en chef le génie à Mayence.
- Anne Pierre Nicolas de Lapisse fut nommé colonel directeur des fortifications à Mayence le 7 octobre 1810
- Louis Sébastien Grundler, Lieutenant le 21 décembre 1793, il servit successivement en Champagne, à Mayence.
- Augustin Gabriel, comte d'Aboville, né le 20 mars 1773 à La Fère (Aisne), mort le 15 août 1821, chef de bataillon et la sous-direction d’artillerie de Mayence.
- Jean-Jacques Ambert, général de division.

Né le ler octobre 1766, à Saint-Céré (Lot), s'embarqua en 1780 comme volontaire sur le Pluton, et assista à la prise des îles de Tabago et de Sainte-Lucie. 
De retour en France, en 1783, il combattit les Prussiens comme chef du 2e bataillon du Lot. Nommé général de brigade, puis général de division le 28 novembre 1793 aux armées de Rhin-et-Moselle, de Mayence et d'Italie.
- Jean Ernest de Beurmann (le baron de), né le 25 octobre 1775, à Strasbourg. Soldat dès sa plus tendre jeunesse, il devint rapidement sous-lieutenant en 1790, lieutenant en 1791 et capitaine en 1792 ; il se trouva au siège de Mayence
- Jean-Baptiste Jamin, servit pendant les ans III et IV, aux armées de Sambre-et-Meuse et de Mayence
- Le baron Roch Godart, né le 30 avril 1761 à Arras servit au blocus de Mayence.
- François Louis Dedon-Duclos, servit à la Prise de Mayence (1792).
- Jean-Baptiste Estève de Latour
- Jacques Darnaud, fut un général français du Premier Empire. Il servit au blocus de Mayence.
- Joseph Léopold Sigisbert Hugo
- Stanislas Champein est un compositeur français, membre de l'Institut, né à Marseille le 19 novembre 1753 et mort à Paris le 19 septembre 1830. Il entra en 1792 dans l'administration : il fut préfet à Mayence.
- François de Chasseloup-Laubat né en 1754 à Saint-Sornin en Saintonge, d'une famille déjà illustrée dans les armes, mort le 6 octobre 1837 à Paris. il organisa la défense du Rhin entre Mayence
- François-Étienne de Damas, suivit à l'armée du Rhin commandée par Custine. Il était dans Mayence assiégée en 1793 et se trouva près de son général lorsque celui-ci fut blessé mortellement, en traversant le Main.
- Charles Mathieu Isidore Decaen, général français, né en 1769 à Caen, mort en 1832, était fils d'un huissier au bailliage. II s'enrôle en 1792, se signale l'année suivante à Mayence sous les yeux de Kléber.
- Pierre Claude Pajot, dit Pajol (né à Besançon le 3 février 1772 - mort à Paris le 20 mars 1844) fut une grande figure de la cavalerie légère de Napoléon.
- Antoine François Andréossy  (1761-1828), appelé, en août 1800, au commandement de la place de Mayence.
- Jean-François Moulin, né à Caen en 1752 et mort en 1810, est un général de la Révolution française. Il est gouverneur de Mayence sous le Premier Empire.
- Jean Antoine Rossignol, (né le 7 novembre 1759 à Paris - mort le 27 avril 1802 à Anjouan, une île de l'archipel des Comores) était un général de la Révolution française est accusé d’impéritie.
- Louis de Bouillé, fut blessé au siège de Mayence.
- Alexandre François Marie de Beauharnais, il devint général en chef de l'armée du Rhin. Le 13 juin 1793, il fut nommé ministre de la Guerre, mais il refusa. Après la perte de Mayence, il démissionna et rentra.
- Claude-François Ferey, capitaine de grenadiers du bataillon des chasseurs francs de Mayence.
- Rémy Grillot, se distingua encore à Mayence
- Nicolas Louis Jordy, d'adjudant-général chef de brigade.
- Jean Philippe Raymond Dorsner, fut Général de division commandant l'artillerie de l'armée du Rhin en 1794- 1796
- Anne-François-Charles Trelliard né à Parme (Italie) le 9 février 1764, général français, assista au blocus de Mayence.
- Claude Rostollant, Claude Sylvestre Colaud au Blocus de Mayence
- Emmanuel-Michel-Bertrand-Gaspard Neuhaus, général de division français, né à Landau (Bas-Rhin) le 29 septembre 1757, fait ses études au collège de Mayence.
- Alexis Chalbos, finit sa carrière comme commandant d'armes de la place forte de Mayence.
- Jacques Maurice Hatry, général en chef de l'armée de Mayence, résida après le 29 janvier 1798 à l'Hôtel de l'ordre teutonique.
- Louis Sébastien Grundler, Lieutenant à Mayence, puis lieutenant-général.
- Guillaume François d'Autriche (1827-1894) commandant de la forteresse de 1862 à 1866
- Sylvain Eugène Raynal (3 mars 1867 - 13 janvier 1939, Boulogne), officier militaire français. Captivité à Mayence le 11 juin 1916 à la citadelle de Mayence.
- Victor Goybet 1er commandant de Mayence après l'armistice de 1918.
- Charles Mangin, atteint le Rhin à Mayence le 11 décembre 1918.
- Félix de Vial (1864-1949) Commandement de la Subdivision de Mayence, adjoint au Général Mangin
- Louis Théodore Kleinmann (1907-1979), officier militaire français, dit père de la ville Mayence.
- Raymond Schmittlein est un homme politique français, né le 19 juin 1904 à Roubaix (Nord) et décédé le 24 septembre 1974 à Colmar (Haut-Rhin). De 1945 à 1951, ce fut le directeur général des affaires culturelles dans la zone d’occupation française en Allemagne.
- Norman Schwarzkopf, est un général quatre étoiles en retraite depuis 1992 de l'US Army. Commandant de la 8e division mécanique à Gonsenheim.

## Autres
- Heinrich Frauenlob, poète allemand du Moyen âge passa la fin de sa vie en Mayence
- Johannes Bueckler dit Schinderhannes, chef des Chauffeurs terrorisant l'Alsace et la région de Mayence a été exécuté dans cette ville le 21 novembre 1803.
- Karl Gruber, Marcel Lods et Paul Schmitthenner, architectes et urbanistes, plan de reconstruction de la ville après la Seconde Guerre mondiale.
- Joseph Echteler (1853-1908), sculpteur, y est mort.
- Bilhilde d'Altmunster († 734), fondatrice et abbesse du monastère d'Altmünster (près de la ville de Mayence), vénérée comme sainte[1].